# Ligurotettix
Ligurotettix is een geslacht van rechtvleugeligen uit de familie veldsprinkhanen (Acrididae). De wetenschappelijke naam van dit geslacht is voor het eerst geldig gepubliceerd in 1897 door McNeill.

## Soorten
Het geslacht Ligurotettix omvat de volgende soorten:
- Ligurotettix coquilletti McNeill, 1897
- Ligurotettix planum Bruner, 1905